# Chinchilla doméstica
La chinchilla doméstica (Chinchilla lanigera x Chinchilla chinchilla), también conocida como chinchilla común, chinchilla o chinchilla de cría, es una especie de roedor histricomorfo de la familia Chinchillidae. Se origina en la hibridación en confinamiento entre ejemplares de las dos únicas especies del género Chinchilla: la chinchilla de cola corta (Chinchilla chinchilla Waterhouse, 1848 (antes Chinchilla brevicaudata)), y la chinchilla de cola larga o chinchilla costina (Chinchilla lanigera Molina, 1782). Por ello no es adecuado el denominar al híbrido productivo chinchilla lanígera pues no se trata de esa especie pura. En la naturaleza, ambas especies son alopátricas, pues están separadas por un hiato altitudinal, sin individuos de chinchillas, de 2000 m s. n. m. (entre los 1500 y los 3500 m s. n. m.). La chinchilla es muy apreciada en peletería, por ello es una especie criada en casi todo el mundo.

## Origen
La chinchilla doméstica es el resultado del cruce progresivo de las dos especies salvajes por parte de los criadores de chinchillas. Sin embargo, la chinchilla doméstica es genéticamente mucho más cercana a C. lanigera que a C. chinchilla. Se trata de un animal muy bien adaptado a la cautividad y conocido por el gran público simplemente como «chinchilla». Originalmente, el objetivo de los primeros criadores era la producción de  pieles. La chinchilla doméstica también sirve como animal de laboratorio, y recientemente como animal de compañía. En menos de un siglo los criadores han creado muchas variedades de notables colores.

### Taxonomía del géneroChinchilla
La taxonomía del género de las chinchillas aún es discutida. El nombre genérico Chinchilla Bennett, 1829, es a menudo discutido, aunque es el nombre científico más utilizado. Así mismo existen numerosos sinónimos: Mus Linnaeus, 1758 (Molina, 1782), Lemmus Link, 1795 (Tiedemann, 1808), Cricetus Leske, 1779 (E.Geoffroy St.-Hilaire, 1803); Eriomys Lichtenstein, 1830; Callomys d'orbigny & I. Geoffroy St.-Hilaire, 1830; Aulacodus Temminck, 1827 (Kaup, 1832); Lagostomus Brookes, 1828 (Cuvier, 1830).
Algunos autores reconocen una única especie, mientras que otros reconocen una o más subespecies de la especie C. lanigera, o de la especie C. chinchilla. La clasificación más utilizada tanto por los investigadores, como por las taxonomías, desde las clásicas hasta las más recientes, es que el género Chinchilla Bennett, 1829 incluye dos especies salvajes:C. chinchilla, Lichtenstein, 1829 (antes llamada Chinchilla brevicaudata Waterhouse, 1848); y C. lanigera Bennett, 1829.
Esta distinción se corresponde con los datos moleculares recientes, pues, en 2003, Valladares y Spotorno hicieron una petición a la Comisión Internacional de Nomenclatura Zoológica de renombrar dos especies: validar el antiguo nombre Mus laniger (Molina, 1782) en lugar de Chinchilla laniger (Molina, 1782) y validar el antiguo Eriomys chinchilla Lichtenstein, 1830 en lugar de Chinchilla brevicaudata Waterhouse, 1848. Esta petición aún no ha recibido respuesta.
A la chinchilla doméstica en los laboratorios se les designa como Chinchilla lanigera, sin distinguir entre la especie salvaje y el híbrido doméstico.
Esta distinción entre chinchilla doméstica y las especies salvajes es esencial dentro del marco de las reglamentaciones internacionales, ya que difieren, según se trate de ejemplares en cautividad o de ejemplares salvajes protegidos.
Por ello no es adecuado liberar ejemplares de los comercialmente multiplicados en cautiverio en el hábitat de C. lanigera pues, al no ser puros, dañarían el caudal genético de los remanentes silvestres.

## Características

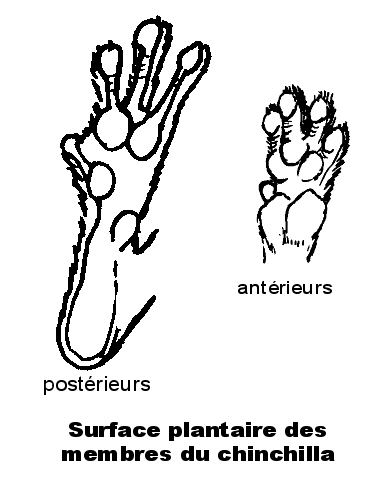
Superficie plantar de una chinchilla doméstica.

Las chinchillas domésticas son más grandes que las silvestres y más dimórficos sexualmente;la hembra pesa 800 g y los machos 600 g.

Como pequeños herbívoros que son, las chinchillas son animales poco agresivos. Sus pequeños  incisivos de color naranja y sus patas con dedos parcialmente atrofiados (patas anteriores: cuatro dedos y un dedo atrofiado; posteriores, tres dedos y un dedo atrofiado) y dotados de garras muy cortas, no son suficientes para causar un gran daño a sus dueños, pues biológicamente están diseñadas para huir: las patas posteriores, más desarrolladas que las anteriores y con cojinetes antiderrapaje, junto con una cola espesa y gruesa, les permiten erguirse en dos patas para observar a lo lejos, saltar al estilo de los canguros, y trepar para huir ante el peligro. Para aumentar sus posibilidades de huida, el pelo se desprende en forma de pelusas, y la cola se rompe fácilmente.

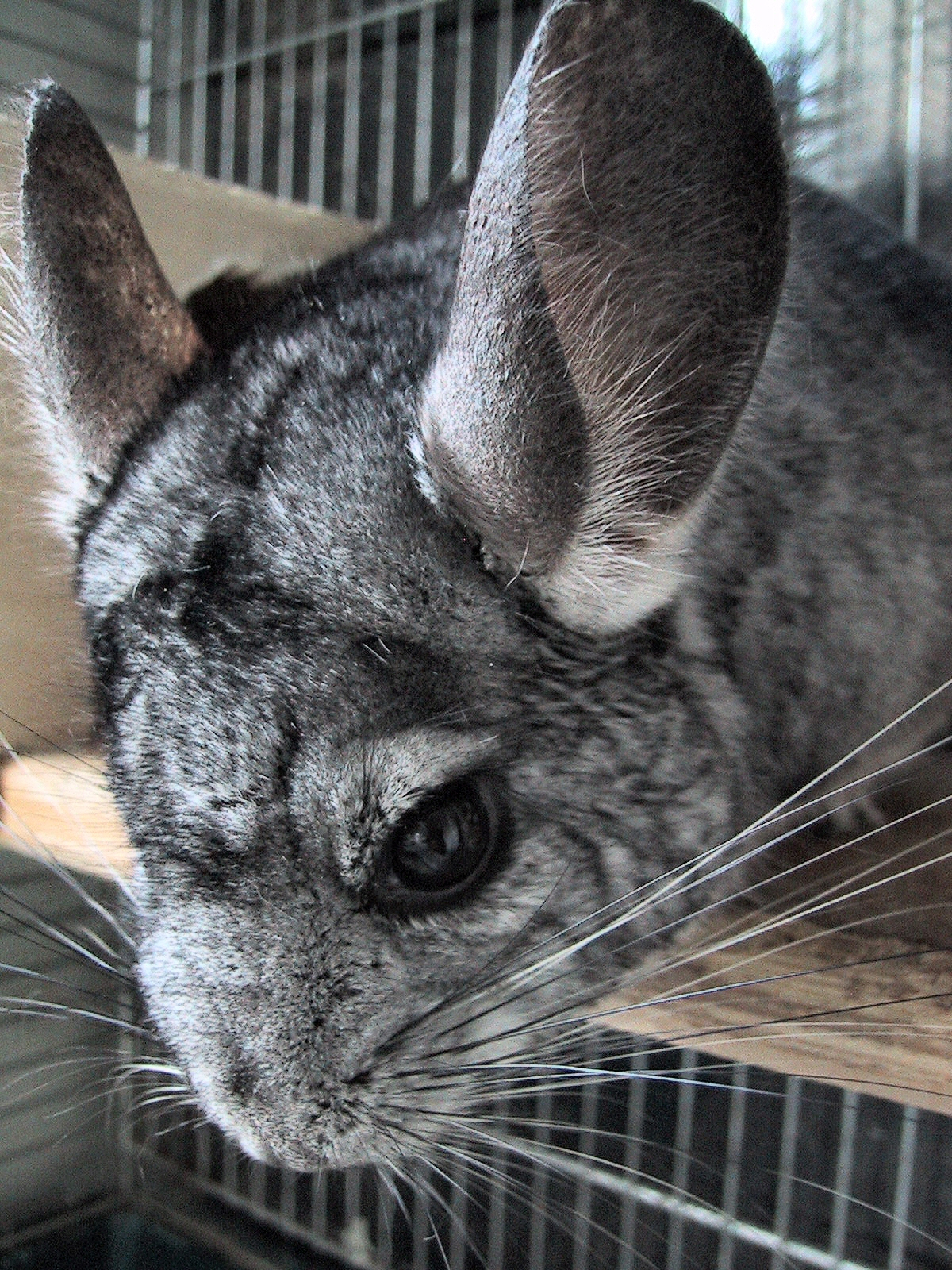
La cabeza de una típica chinchilla doméstica adulta. Cabe destacar su desarrollo adaptado a la vida nocturna de las vibrisas, los ojos y orejas.

Las chinchillas son animales nocturnos con unos grandes ojos negros y grandes orejas bien desarrolladas, que les permiten orientarse perfectamente en la oscuridad.

### Pelaje
La chinchilla doméstica tiene un pelaje particularmente espeso que limita la evaporación. Mientras que en los humanos, cada folículo piloso lleva un único pelo, en las chinchillas, cada folículo lleva más de cincuenta. Cuidan su pelaje bañándose en polvo volcánico, o polvo de mármol. Se trata de uno de los pelajes más espesos de todas las especies terrestres: hay 20.000 pelos por centímetro cuadrado; es a la vez causa de su fama, al ser uno de los pelajes más caros, y la causa de la desaparición de sus especies formadoras, pues han sido casi exterminadas por la caza intensiva. La nutria marina, con 17.000 pelos por cm², sufrió una suerte similar, en la misma época y por los mismos motivos. Su sistema de defensa consiste en este tipo de pelaje: al ser muchos pelos en un solo folículo, se mantienen unidos débilmente; por eso cuando se la atrapa, la chinchilla escapa dejándonos solo sus mechones en nuestras manos.

### Alimentación
Una chinchilla doméstica ingiere diariamente 25 gr de alimento balanceado, un puñado de alfalfa, y agua. A los alimentos los manipulan con sus patas anteriores prensiles. Su dieta es esencialmente vegetariana. Comen cualquier vegetal comestible, pero a veces también pueden consumir insectos.
Gracias a una dentición continua y un sistema digestivo adaptado (con un ciego y un colon particularmente desarrollados y favorables a las bacterias) las chinchillas pueden soportar dietas muy ricas en fibras. Al contrario de lo que dice un mito muy extendido, incluso dentro de la comunidad científica, la chinchilla no es cecótrofo, no reingiere habitualmente sus excrementos, sino que sólo sería un coprófago condicional.

## Costumbres en cautividad
Las chinchillas domésticas heredaron las características de sus antepasados.

### Comportamiento social

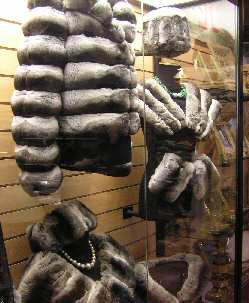
Pieles de Chinchillas domésticas empleadas en peletería, en este caso, en Argentina.

Para comunicarse, emiten una variedad de sonidos y de pequeños gritos, y carrisquejos de dientes. Utilizan estos sonidos para expresarse, desde el trino reposado y cariñoso que hacen a una pareja potencial, hasta el ladrido fuerte y agresivo que hacen cuando se sienten amenazadas. Las crías suelen saludar a sus padres con un canto muy agudo, normalmente para indicar que tienen hambre. El primer estudio científico de los sonidos de las chinchillas en su ambiente social fue llevado a cabo por el Dr. Bartl en Alemania. Como están activas de noche, es habitual que hagan vocalizaciones en las primeras horas de la mañana.
Las chinchillas domésticas pueden liberar chorros de orina o una fuerte olor si son atacadas.

### Reproducción
Las chinchillas domésticas cuentan con una esperanza de vida media de 12-15 años, pero algunas alcanzan a vivir hasta los veinticinco años de edad. La de mayor edad conocida tenía veintiséis años en el 2008. Las chinchillas se reproducen lentamente, si se las compara con otros roedores.
- Se trabaja con el método de «familia poligámica» en el cual cada macho fecunda a 4 o 5 hembras.
- Las jaulas están interconectadas por el túnel o pasillo del macho; él se desplaza por allí y baja a comer de la comida de sus hembras o a cubrirlas, no posee jaula propia.
- Las hembras no logran entrar a ese túnel pues se las mantiene con un anillo plástico en el cuello, el que hace tope, impidiéndole la entrada.
- El momento del acto sexual no es decidido por el productor, sino por los mismos animales; este ocurre luego de la entrada en celo de la hembra.
- La madurez sexual se alcanza a la edad de 8 meses, pero puede ser a los 5,5 mes.
- La gestación dura un mínimo de 111 días (rango, 105–118).
- Los neonatos son precoces, nacen con pelo y con los ojos abiertos y con dientes útiles, siendo capaces a las pocas horas de correr y saltar a la vez que ya son hábiles para tomar comida sólida. Técnicamente se denominan: «gazapos».
- La lactancia de las crías es de 2 a 6–8 semanas, aunque empezarán a probar alimento sólido a los pocos días de nacer, necesitando aun así la leche materna.
- El periodo mínimo de amamantamiento necesario para sobrevivir es de 25 días.
- Las hembras tienen una media de dos camadas por año, generalmente con 2 o 3 crías en cada una(media de 1,75). No es aconsejable que tengan más de dos camadas al año ya que la larga gestación y lactancia, les produce un gran desgaste.
- La relación de sexos al nacer (macho:hembra) es de 1,1 – 1,2.  El tamaño de la camada es usualmente.
- La masa media neonatal es de 52 g (rango, 50–70 g).
- La mortalidad al nacer es del 10,4 %.
- La tasa de crecimiento es de 3,6 g/día durante el primer mes, baja a 1,56 g/día entre los 2 y 6 meses, y 0,65 entre los meses 6º a 12º.

## Producción
- Una persona puede atender en 8 horas de trabajo unos 800 ejemplares.[15]
- Seis familias de chinchillas -de un macho y 5 hembras cada una- representan 30 jaulas, técnicamente: un bastidor, el que ocupa un espacio de 1,75 m de largo, 210 cm de altura y 55 cm de profundidad.
- A los 11 meses de edad se sacrifican los machos sobrantes, las pieles obtenidas luego del cuereado se estaquean.
- Si bien la hembra puede procrear hasta los 12 años, comercialmente lo hacen hasta los 7 u 8 años, luego también se la sacrifica para cosechar su valiosa piel.
- El precio que se obtenga por cada piel dependerá exclusivamente de la calidad física de cada una, influenciada fundamentalmente por su caudal genético.
- Al poderse mantener fácilmente en poco espacio (habitaciones que no se utilizaban, sótanos, garajes, pequeños galpones, etc), hace de este animal una de las pocas actividades pecuarias que se producen en las grandes ciudades de todo el mundo. Una habitación de 4 x 4 m puede alojar 400 chinchillas, ya que no generan olor y sus jaulas son apilables.
- Solo demandan que el lugar sea cerrado, bien ventilado, y protegido de las temperaturas extremas.

### Costos
La chinchilla doméstica produce la base para la confección de las prendas de peletería más caras del mundo, llegándose a vender los de mejor calidad a más de 100.000 USD.
Los costos de producir cada animal son:
- El alimento; 30 g/día.
- La viruta (la cama sobre la bandeja donde ella vive) de cambio semanal.
- Carbonato de calcio o «polvo de mármol» para los dos «baños» cada semana. El mismo es un material de la construcción sumamente económico.
- Alfalfa.
- Agua.

Todos ellos rondan (según el país) unos 15 USD por animal producido.
Se incluye en él la parte proporcional de mantenimiento de los padres de los animales destinados a faena.
El curtido de cada piel cuesta (según el país) de 1,5 a 9 USD.
Las pieles tienen un valor de entre los 18 y los 100 USD (dependiendo de la calidad de la misma) aunque una media esperable manteniendo una buena genética ronda de 30 a 40 USD por piel, la cual es obtenida en unos 10 meses.
Es por ello que la genética es clave en el valor final del producto. Se busca generalmente ejemplares mayores de 550 g de peso vivo, los que producen pieles grandes, de vientre blanco perlado o «níveo», colas gruesas sin amarillo, con buena cobertura de velo lateral y hacia la cabeza, oscuras (gris oscuras o extra oscuras), densas, de pelo largo (más de 3 cm de longitud sobre las ancas), con un tono gris ausente de tintes rojizos, de un brillo y sedosidad única, característica de este animal, es decir, acordes a los requerimientos del mercado internacional.
Las chinchillas domésticas de mala calidad tienen los mismos costos de mantenimiento, pero son de menos de 550 gr de peso vivo, y producen pieles claras, pequeñas, chatas, «arratonadas», con pelos cortos, de tonos gris amarronados, de vientres con tonos amarillos o grises, de colas finas de tonos amarillos, etc, lo que repercute en el precio que se paga por ellas. Obviamente, estos ejemplares de chinchilla doméstica pueden colocarse sin problemas en el mercado de pets o mascotas.
las principales ferias mundiales de pieles de este animal son: Fráncfort, Atenas, Milán, Hong Kong, Shanghái, Tokio, París, Nueva York, Montreal, Moscú, etc.
Los principales países en producción de pieles de chinchilla doméstica a nivel mundial son: EE. UU., Canadá, Alemania, Argentina, Brasil, Croacia, República Checa, Polonia, Hungría, etc.

### Enfermedades
No son animales que desarrollen muchas enfermedades, pero tienen un aparato digestivo muy delicado, propenso a problemas intestinales y parásitos del agua. Toleran muy mal (con muerte incluida) los golpes de calor y los ambientes con mucha humedad, los que les producen micosis en la piel y el pelo. Las chinchillas no se vacunan, pues no existen vacunas específicas para ellas ni medicamentos o tratamientos preventivos para los parásitos, generalmente se adapta lo elaborado para perros, gatos y otros animales.

## Mutaciones

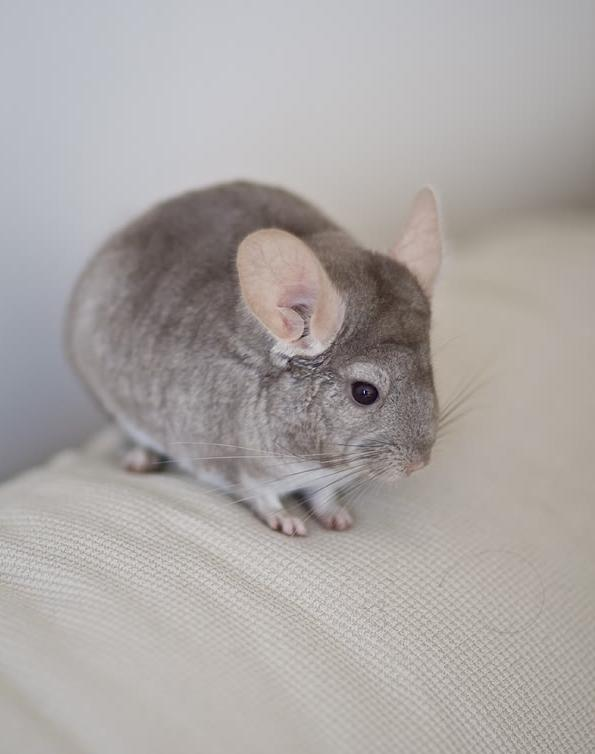
Chinchilla doméstica variedad Beige Ebony velvet.

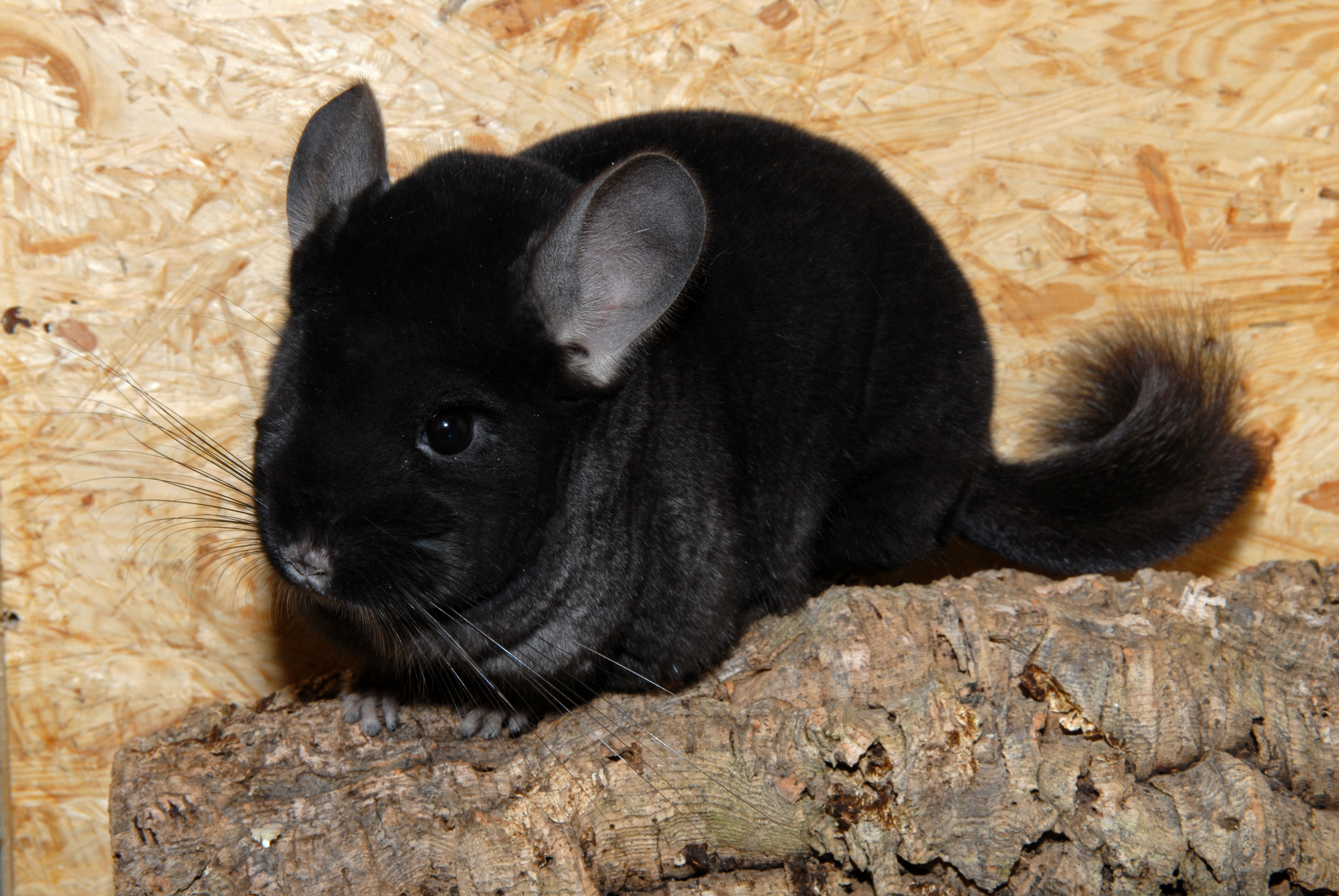
Chinchilla doméstica variedad ebony velvet.

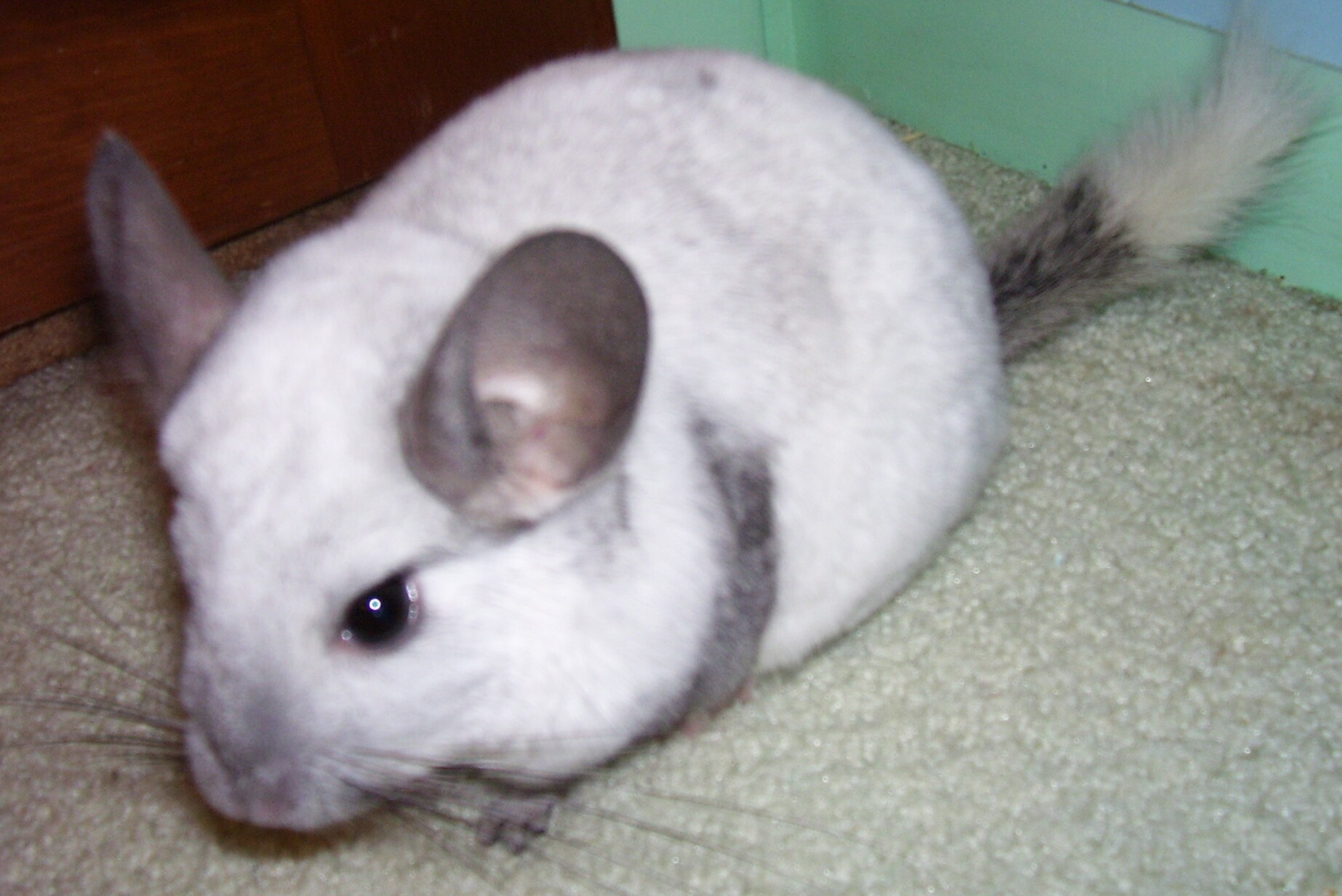
Chinchilla doméstica variedad Silver Mosaic con una marca gris oscura.

### Mutaciones
Son múltiples las mutaciones que se han fijado a lo largo de las décadas de crianza intensiva de las chinchillas en prácticamente todo el mundo. Muchas se generan con la acción del «gen velvet» o «terciopelo», el cual se manifiesta como un velo más oscuro que el resto de la piel, en el lomo, la cabeza y las patas. Un animal con dicho gen nunca debe cruzarse con otro portador del mismo. Si una chinchilla doméstica lo posee, lo manifiesta, es decir, siempre es visible, aunque a veces lo es con cierta dificultad. Algunas de las mutaciones más difundidas, con o sin velvet, son:
- mutación Gris o Estándar.

Es la más parecida a las chinchillas salvajes. Se presenta en distintos tonos: Estándar Brillante (Hell o brightly), Estándar Media (mittel), Estándar oscura (dark o dunkel), y Estándar Ebony.
- mutación Blanca o White velvet.

Suele presentarse en chinchillas «mosaico» o «extreme»; si es así se debe observar las manchas de la cabeza, y especialmente de las patas, donde los manchones negros señalan al gen velvet.
Se presentan en distintos subtipos, los que se separan por el color gris desde la punta de cada pelo: si es 1/4 es un silver, la mitad es un platin y 3/4 en adelante un mosaico. Los subtipos son: Wilson White, Pink White, Silver, Platinada o platin, Mosaico, White Violet, White Sapphire, White Beige, Golden Mosaic, Beige Mosaic, White TOV o Blanck and White cross, White Ebony, Brown Mosaic, White Tan, y Blanco recesivo o Recessive White.
- mutación Beige o Blond velvet.

Es beige, con el dorso, la cara y las patas algo más oscuros; los ojos son rojo claro con la pupila blanco azulada, las orejas son rosadas, y el vientre es blanco. Según el genotipo del ejemplar se presentará en tonos claros medios, u oscuros.
- mutación Marrón o Brown velvet.

Son marrón oscuros, color más acentuado en el lomo, cabezas y patas, siendo perfectamente distinguibles las manchas. Los ojos son rojo oscuros, las orejas rosadas, la cola tiende a ser beige en la base de cada pelo oscureciéndose hacia la punta. El vientre es blanco.
- mutación Ebony velvet.

Puede presentarse en los Ebony homocigotos como en los heterocigotos. Cuanto más oscuro es, será más difícil detectar si posee el gen velvet. Su pelaje es gris oscuro a negro en todo el cuerpo, la cabeza, dorso, y patas son más oscuros. Las orejas son de un gris oscuro a negras; la cola también es negra.
- mutación Negra o Black velvet.

Son de tono gris con el dorso, patas y cabezas cubiertas de un velo negro, siendo perfectamente distinguibles las manchas; el vientre es de color blanco, y con pelaje de las orejas en gris o negro. La cola se presenta gris oscura con tonalidades negras.
- mutación Tan o Pastell velvet.

Son producto de la unión del gen Ebony con el gen Beige. Son más amarronados que los beige, con piel color «tan» («café con leche»), con el dorso, la cara, y las patas más oscuros, los ojos son rojo oscuros, con la pupila blanco azulada, las orejas son rosas, y el vientre es del mismo tono de la piel ya que poseen una carga del gen ebony.Según la carga de ebony que contenga el ejemplar se presentará en tonos claros (tan light o Beige Ebony), medios (madium tan o pastell), oscuros (Dark Tan), y muy oscuros, estos últimos son llamados: Chocolate, Tan Extradark o Brown.
- mutación Zafiro, Sapphir velvet o Royal blue.

Su piel es gris azulada con la cabeza, dorso, y patas más oscuros. Lo ventral se presenta blanco; los ojos son negros; las orejas son gris azulado con una tonalidad rosada, la cola es clara hacia el interior, siendo el resto gris azulada a negro.
- mutación Violeta o ultraviolet velvet.

Su piel es gris violáceo oscuro, más intenso en la cabeza, lomo, y patas; el abdomen es blanco; los ojos son negros, con el pelaje a su alrededor de una tonalidad más clara; las orejas tienden al gris violáceo; la cola es violeta oscura.
- mutación Violeta Velvet Alemán o Germany violet velvet.

Este poco común pelaje se presenta violeta muy oscuro con tonos azulados. La cabeza es más oscura que el resto del cuerpo, y es allí donde se denotan más las manchas velvet. El vientre es blanco níveo; los ojos son negros; y las orejas gris azuladas.
- mutación Blue Diamond.[19]

Nace de la combinación de alelos de dos genes recesivos: el Violeta y el Zafiro. El resultado es un pelaje gris poco intenso con tonos azulados muy marcados.
- mutación Angora o Royal Persian Angora.

Su causa es un alelo recesivo que genera un pelaje más largo y tupido, por lo que estos animales soportan mal las altas temperaturas. Se trata de un gen acumulativo, es decir, mientras mayor es la carga con dicho gen, más largo será el pelo. Se puede presentar en los Beige, ebony, white (mosaico), estándar, o violeta.
- mutación Charcoal.

Presenta un tono similar al carbón. Son gris oscuro con tonos pardos, en especial en derredor de los ojos; las orejas son gris claras, y los ojos son negros.
- mutación Rizada o Rex curly.

Es un alelo recesivo y acumulativo, el cual produce un rizo en el pelaje; cuanto más puro el gen, más rizada se presenta la chinchilla. Es más pequeña y de partos de un solo gazapo.
- mutación Cola rizada o Curly Tail.

El gen determinante es recesivo, es decir, hace falta que ambos sean portadores para generar una chinchilla con una notable cola rizada. Se presenta en 3 tipos:
medio rizo (la cola no llega a formar un rizo completo), cola rizada (la cola completa un giro), y la doble cola rizada (la cola da dos vueltas, como la de un cerdo).
- mutación Goldbar.

Apareció por primera vez en 1995 en California, de un gen recesivo muy raro, el que genera un ejemplar muy llamativo, semeja un homobeige pero con  dorado en el lomo; el vientre es blanco y los ojo rojo oscuros.
- mutación Enana o Dwarf.

El gen determinante es el Dwarfism y es recesivo, es decir, hace falta que ambos sean portadores para generar crías enanas. Es más pequeña, con una apariencia siempre juvenil. Una chinchilla enana típica, adulta, pesa entre 400 y 450 g. Se destacan por ser de cabeza grande y de patas traseras pequeñas al igual que sus pies, y la cara es un poco más achatada. Son muy demandadas como nascotas para los niños.

## Conservación

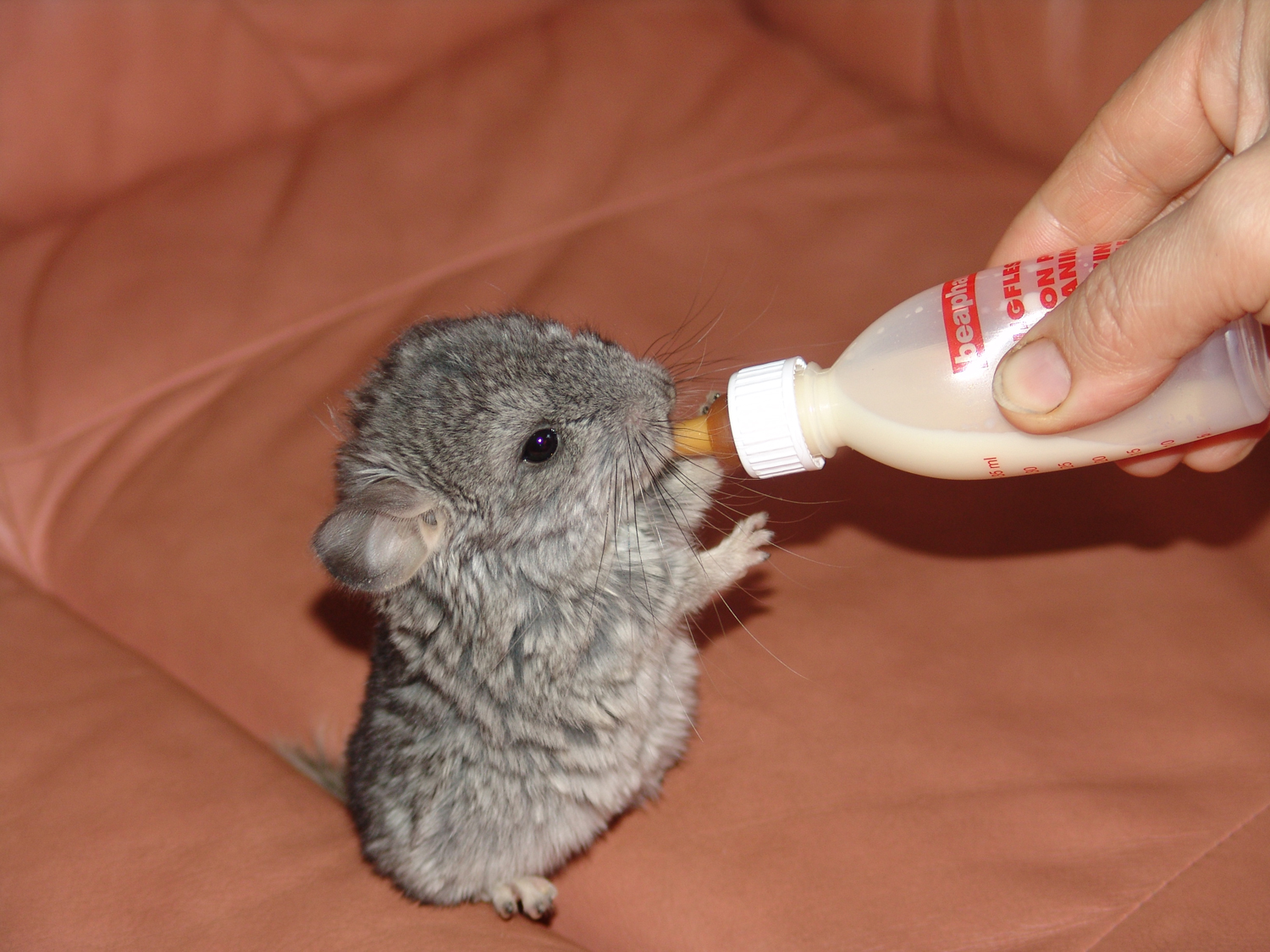
La Chinchilla doméstica es cada vez más utilizada como mascota.

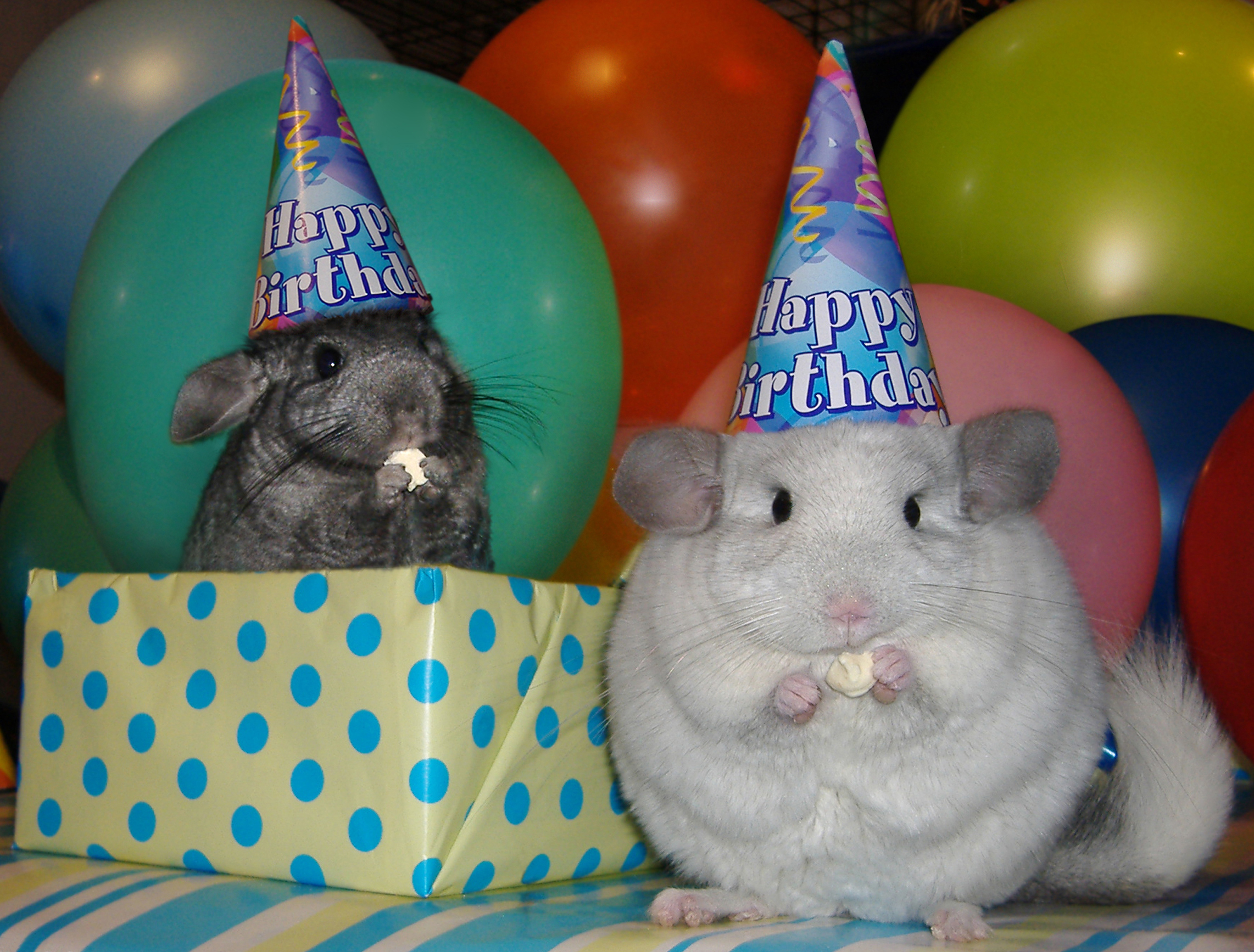
Chinchillas domésticas como mascotas.

Si bien en 1973, la chinchilla fue incluida en el anexo I de la CITES, llamado también "Convención de Washington", se aclaró que:

Chincilla spp.[Los ejemplares de la forma doméstica no están concernidos por las disposiciones de la Convención, únicamente las chinchillas salvajes]. El comercio de ejemplares de estas especies debe estar sometido a una reglamentación particularmente estricta para no poner en peligro la supervivencia, y no debe estar autorizado nada más que en condiciones excepcionales.
Anexo I de la CITES

Hasta ahora, la cría en cautividad de las dos especies puras no ha dado resultados positivos. Como contraparte, la chinchilla doméstica se extendió por casi todo el mundo, siendo multiplicada con éxito desde 1923. Es fácil de criar, incluso por particulares. Su estado de protección como animal de piel difiere de un país a otro. El futuro de las chinchillas también depende del descubrimiento de productos de sustitución como el Orylag, un conejo criado expresamente para conseguir una piel similar a la de las chinchillas. Han fracasado los intentos de liberar chinchillas domésticas en California y Tayikistán.

## Investigación científica
La chinchilla doméstica a menudo es utilizada como animal modelo en la investigación del sistema auditivo, por el rango de audición de las chinchillas (20 Hz a 30 kHz) y su tamaño  coclear; además resulta bastante fácil acceder a la cóclea. Otros campos de la investigación en que se utiliza la chinchilla como animal modelo incluyen el estudio de la enfermedad de Chagas, enfermedades gastrointestinales, neumonía, listeria e infecciones por Yersinia y Pseudomonas.

## Su empleo como animal de compañía
La chinchilla doméstica, al ser un animal tranquilo, dócil, y limpio, se presta de manera ideal para ser mantenida como un animal de compañía, tanto de niños como de adultos.